# یواس‌اس جرمانتون (۱۸۴۶)
یواس‌اس جرمانتون (۱۸۴۶) (به انگلیسی: USS Germantown (1846)) یک کشتی بود که طول آن ۱۵۰ فوت (۴۶ متر) بود. این کشتی در سال ۱۸۴۶ ساخته شد.